# Петропавловский сельсовет (Ирбейский район)
Петропавловский сельсовет — сельское поселение в Ирбейском районе Красноярского края.
Административный центр — деревня Петропавловка-1.

## Население
| 2010 | 2012 | 2013 | 2014 | 2015 | 2016 | 2017 |
| ---- | ---- | ---- | ---- | ---- | ---- | ---- |
| 548  | ↗552 | ↗555 | ↘537 | ↘533 | ↗536 | ↘489 |

## Состав сельского поселения
В состав сельского поселения входят 2 населённых пункта:
| № | Населённый пункт | Тип населённого пункта          | Население |
| - | ---------------- | ------------------------------- | --------- |
| 1 | Бычковка         | деревня                         | 289       |
| 2 | Петропавловка-1  | деревня, административный центр | 259       |

## Местное самоуправление
Петропавловский сельский Совет депутатов
Дата избрания: 14.03.2010. Срок полномочий: 5 лет. Количество депутатов: 7
Глава муниципального образования
- Машкалева Тамара Петровна. Дата избрания: 14.03.2010. Срок полномочий: 5 лет